# Talsperre Oberpirk
Die Talsperre Oberpirk ist eine Stauanlage in Oberpirk im vogtländischen Mehltheuer.

## Geschichte
Der Ursprung der Stauanlage geht auf die Nasstorfgewinnung an dieser Stelle in früheren Zeiten zurück. Gespeist wird die Anlage aus dem Bach „Höhle“, der im Stauraum entspringt.
Das Absperrbauwerk selbst wurde 1954 auf der ehemaligen, jetzt stillgelegten Straße nach Mühltroff, einem Hohlweg, gebaut.

## Daten von Staumauer und -see
Die errichtete Staumauer misst rund 12 Meter an Länge und rund 3 m an Höhe. Hergestellt ist sie aus gemauerten Natursteinen (Grauwacke) mit einem Mauerkopf aus Beton. Im Kopf ist eine Hochwasserentlastungsanlage eingearbeitet.
Der eigentliche Stausee ist nur 100 m lang, 10 m breit und misst an der tiefsten Stelle 2,50 m.
Der Zu- und Abfluss erfolgt durch den Bach „Höhle“.

## Lage
An der Talstraße K 7871 ist der Zufahrtsweg zu Staumauer und Stausee ausgeschildert. Der Zugang zur Sperrmauer und der flussaufwärts rechten Seite ist möglich. Wenige Meter unterhalb der Staumauer befindet sich eine Hinweistafel zur Entstehungsgeschichte der Anlage sowie eine hölzerne Sitzbank.

## Kleinste Talsperre
Die Talsperre wird mit dem Titel „Kleinste Talsperre Europas“ beworben, auch soll sie im Guinness-Buch der Rekorde darin vermerkt sein. Da in Deutschland die Definition für Talsperre aber eine Dammhöhe von mindestens fünf Metern und ein Stauvolumen von 100.000 m³ voraussetzt, kann die Anlage nur als „Stauanlage“ oder „Teich“ eingeordnet werden.

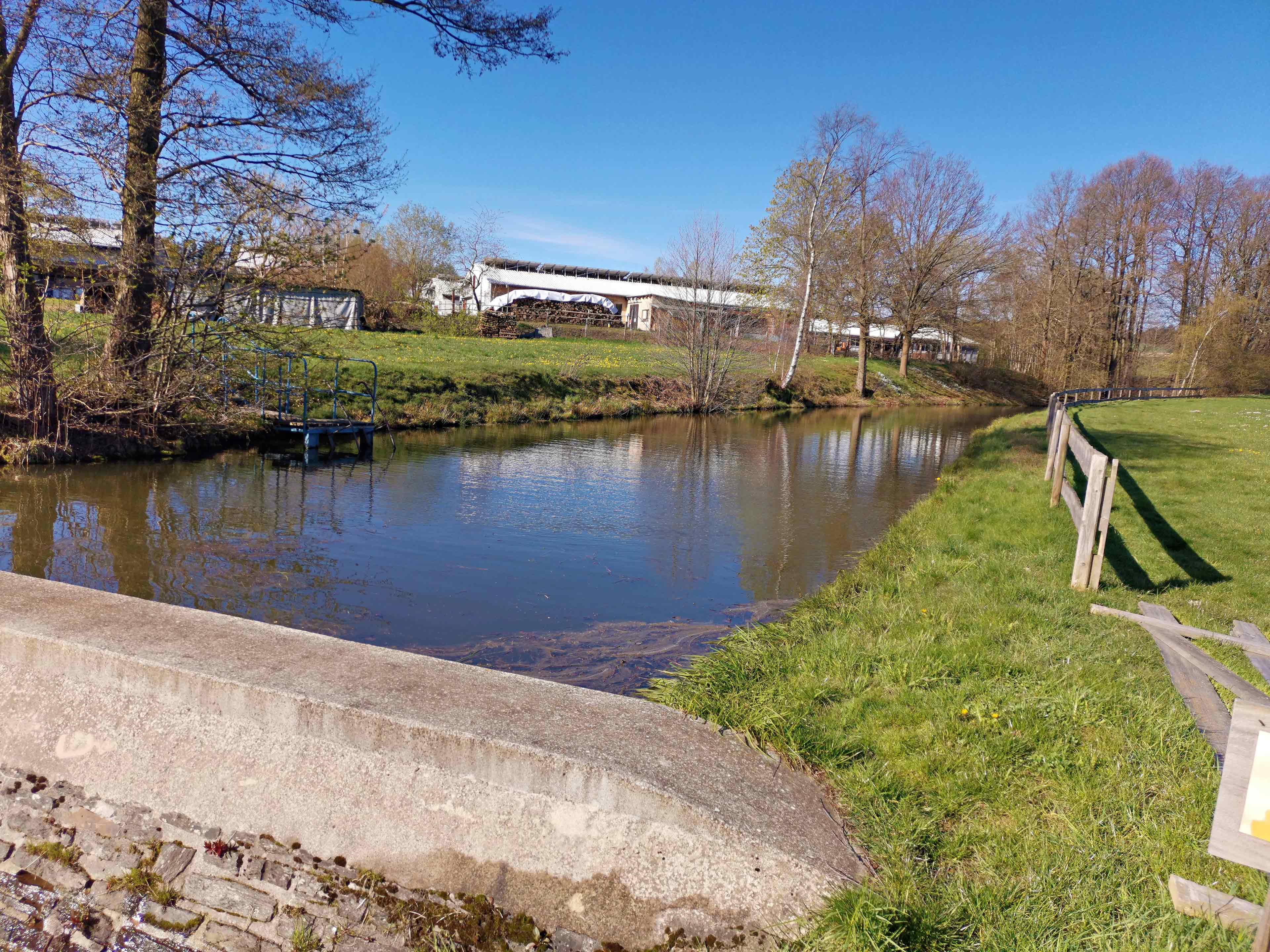
Stausee Talsperre Oberpirk
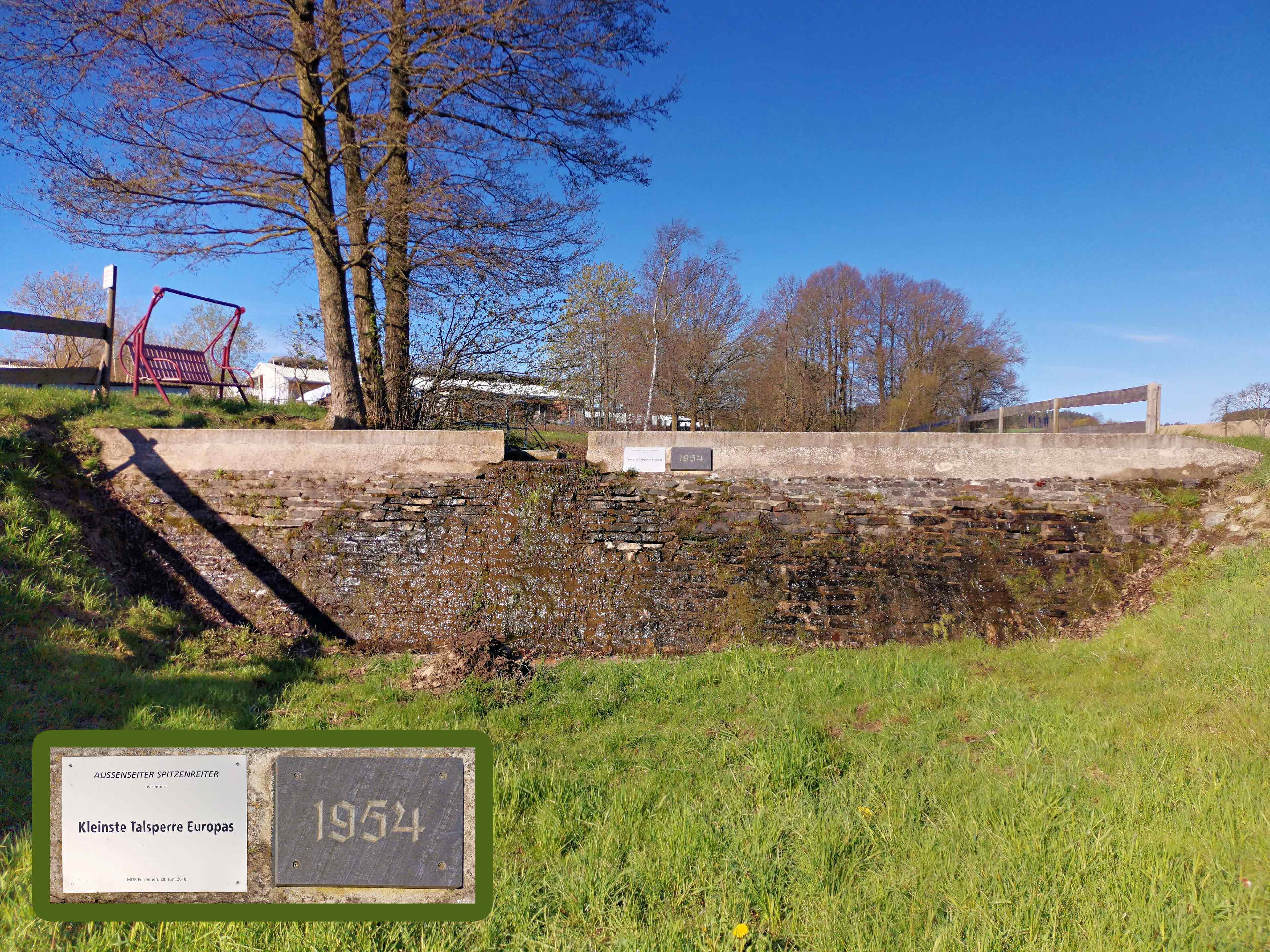
Staumauer
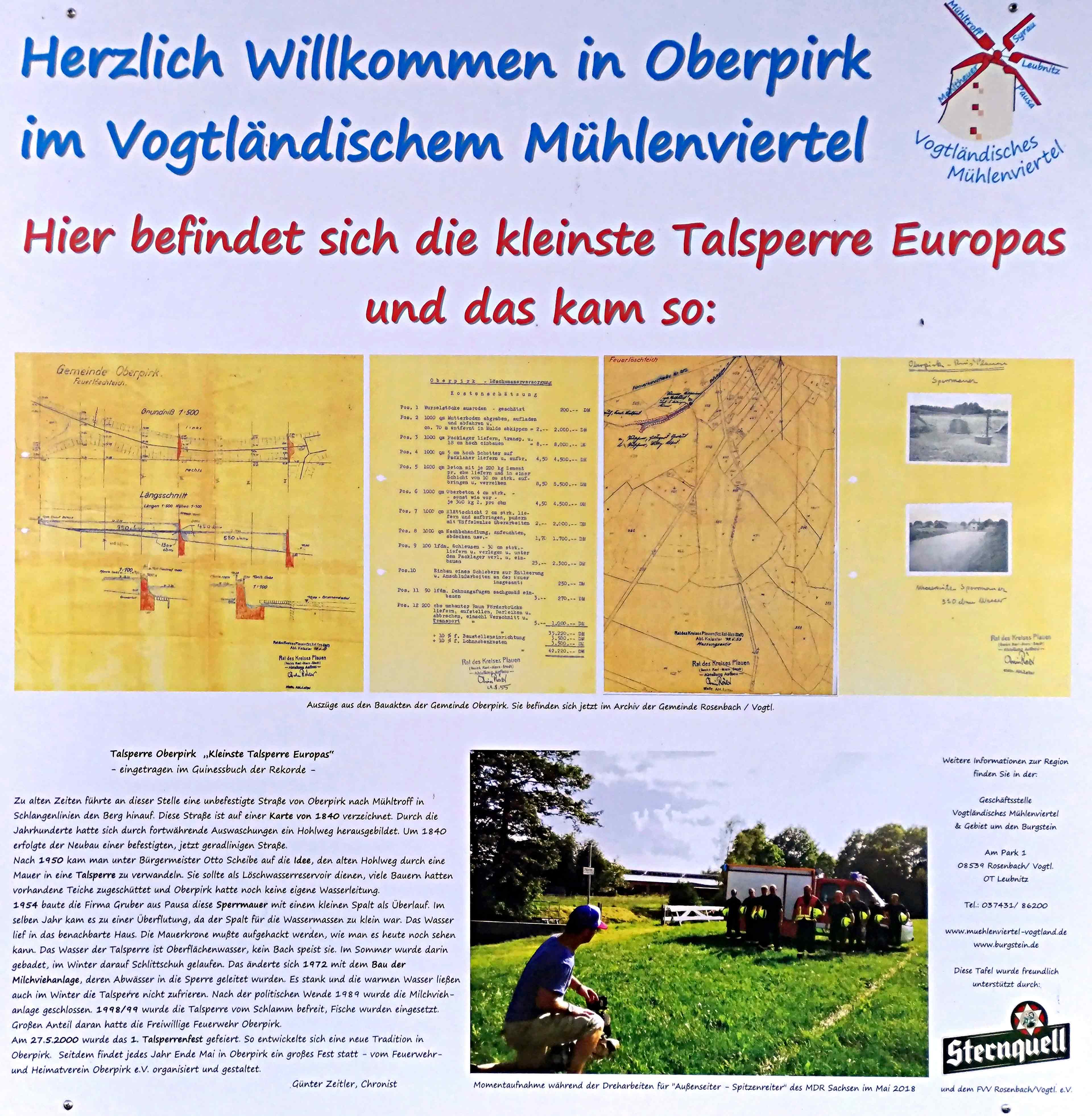
Infotafel zur Entstehung des Bauwerks